# Степанов, Борис Иванович (химик)
Степанов Борис Иванович, (1914 — 1996), химик-органик, заслуженный деятель науки и техники РСФСР (1974). Создал основу обобщенной теории цветности органических и элементоорганических соединений. Разработал методы синтеза лазерных красителей. Труды по механизму нуклеофильного замещения и внутрикомплексному катализу. Государственная премия СССР (1989).

## Биография
Родился 25 ноября 1914 г. в д. Лобня (Московской обл.), в семье служащих. Родители отец агроном, мать-фельдшер. Отец умер в 1938 г., мать в 1948 г. оставила работу после тяжелой болезни (кровоизлияние в мозг).
1914 г. по 1922 г. жил в дер. Сухарево, Коммунистического р-на Московской обл., при Сухаревской сельской больнице, где работала мать. В 1922 г. переехал в Москву. В 1931 г. окончил среднюю школу с химическим уклоном (хим-спецкурсы) в Москве. До окончания школы, в ноябре 1930 г., поступил работать на Экспериментальный завод Анилтреста, преобразованный впоследствии в Научно-исследовательский институт органических полупродуктов и красителей (НИОПИК) им. К. Ворошилова, в качестве лабораторного рабочего. По окончании школы был переведен в лаборанты, в каковой должности состоял до апреля 1933 г. С мая по август 1933 г. работал в качестве химика в Научно-исследовательской лаборатории Наркомснаба СССР по брикетированию пищевых средств. В августе 1933 года перешел на должность техника-химика в лабораторию кафедры технологии неорганических веществ Московского химико-технологическогоинститута им. Д. И. Менделеева.
В сентябре 1934 года был зачислен студентом МХТИ им. Д. И. Менделеева, каковой закончил с отличием в июне 1939 г. по специальности «Химия и технология органических красителей и промежуточных продуктов». В июле 1939 г. был назначен ассистентом кафедры органической химии Московского технологического института рыбной промышленности и хозяйства им. А .И. Микояна (Мосрыбвтуз).
В августе 1941 года был призван в ряды Военно-Морского Флота и направлен в Шхиперское управление ВМФ, где был инженером по химматериалам. С 1943 года в звании старшего техник-лейтенанта, а затем инженер-капитана был назначен военпредом. В 1945 году, когда советские войска вышли к побережью Балтийского моря в Восточной Пруссии, был откомандирован в распоряжение спецгруппы ВМФ по выполнению заданий разведуправления главморштаба ВМФ в районах действий 2-го и 3-го Белорусских фронтов (в районе Эльбинга, Данцига, Кенигсберга, Штеттина). За выполнение заданий в июне 1945 года награждён орденом «Знак Почета». До ноября 1945 года продолжал службу в составе спецгруппы ВМФ в районе северной группы советской оккупационной зоны. Награждён медалями «За победу над Германией в Великой Отечественной войне 1941—1945 гг», «За победу над Японией».
В апреле 1946 г. был зачислен на 2-й год аспирантуры при кафедре органических красителей МХТИ им. Д. И. Менделеева. В декабре 1947 г. был назначен ассистентом той же кафедры, с переводом в заочную аспирантуру. В марте 1949 г. защитил диссертацию на соискание ученой степени кандидата химических наук.
В 1948 году защитил кандидатскую диссертацию «К вопросу о влиянии среды на свойства диазосоединений». В 1963 году защитил докторскую диссертацию «О замещении атомов галогена в некоторых азотсодержащих соединениях ароматического ряда в присутствии солей меди».

## Семья
По стечению обстоятельств, дни рождения Бориса Ивановича Степанова и его отца, Ивана Павловича, совпадают — 25 ноября. Отец Бориса Ивановича, Иван Павлович Степанов (1883-1938), выходец из многодетной крестьянской семьи (четыре брата и две сестры) закончил Петровскую сельскохозяйственную академию (сейчас МСХА им. К. А. Тимирязева), в которой учился вместе с Н. И. Вавиловым и А. В. Чаяновым, сохранив с ними дружеские отношения и после окончания академии. В студенческие годы И. П. Степанов включился в революционное движение, за что до революции подвергался преследованиям — спасти его от преследований пытался выдающийся русский ученый В. Р. Вильямс. В царской тюрьме он сидел в одной камере с А. В. Луначарским, в архангельской ссылке был вместе с Н. И. Бухариным, а в сибирской ссылке близко подружился с будущим членом первого советского правительства Г. И. Ломовым. В ссылке он познакомился и со своей будущей женой, тоже ссыльной. Обвенчались они в той же церкви, что и А. С. Пушкин — в Москве, у Никитских ворот. Написанную им вархангельской ссылке брошюру «К вопросу о положении рабочих на лесопильных заводах архангельской губернии» использовал В. И. Ленин при написании работы «Империализм, как высшая стадия капитализма». С 1918 г. и до ареста по сфабрикованному обвинению в 1930 г. И. П. Степанов был главным агрономом Московской губернии (позднее области). В 1927 г. возглавлял делегацию советских агрономов в Данию. И вдруг неожиданный и необоснованный арест. Во время «следствия» он выдержал все издевательства, не подписал ни одного ложного обвинения и никого не оговорил. Этим он сорвал один из намечавшихся провокационных «открытых процессов». В лагере на Соловках его соседом по бараку был будущий академик Д. С. Лихачёв. Несмотря на разницу в возрасте, они много общались, и Лихачёв 4 месяца подряд рассказывал Ивану Павловичу о жизни Пушкина — так они пытались скрасить жизнь. Из ГУЛАГа И. П. Степанов живым не вышел (семью на похороны не пустили). Посмертно реабилитирован в 1956 году. К моменту ареста отца Б. И. Степанов успел закончить школу, а его младшие братья были из школы сразу же исключены, и самый младший так и не получил среднего образования.
Мать Бориса Ивановича, Ева Александровна (1891-1966), медик по профессии, оставшись без мужа, одна поставила на ноги троих сыновей. После ареста мужа вела себя мужественно и бесстрашно, обращалась вовсе инстанции, помогала жёнам других репрессированных, поселяла их у себя. Сохранила архив мужа, включая ГУЛАГовские документы. Награждена медалями «За оборону Москвы», «За доблестный труд в Великой Отечественной войне», «В память 800-летия Москвы».
У Бориса Ивановича Степанова было два брата. Степанов Юрий Иванович (1916-1983) — инженер-механик, окончил Станкоинструментальный институт. Много лет работал в области стандартизации в машиностроении. Создатель Единой системы конструкторской документации (ЕСКД). Участник битвы под Москвой. Степанов Александр Иванович (1920-1942) — погиб в боях за Родину под Ленинградом в феврале 1942 г. Занесен в «Книгу памяти Москвы». Борис Иванович Степанов был женат два раза. Первая жена, Наталия Васильевна Оныщук — выпускница МХТИ 1939 г. До войны вела научную работу в МХТИ, во время войны занималась эвакуацией оборонных предприятий (по заданию уполномоченного Государственного Комитета обороны С. В. Кафтанова — будущего ректора МХТИ), после войны преподавала химию в московских школах. Вторая жена, Галина Петровна Степанова — окончила аспирантуру МХТИ. Кандидат химических наук, доцент кафедры органической химии РХТУ им. Д. И. Менделеева.
У Бориса Ивановича — трое детей. Андрей Борисович (умер в 1990 г.) — кандидат исторических наук. Алексей Борисович — выпускник МХТИ 1969 года (кафедра кибернетики), кандидат технических наук. Марина Борисовна — литературовед, кандидат педагогических наук, член Союза писателей РФ. Помнят своего дедушку три внука Бориса Ивановича Степанова. Сергей Алексеевич Степанов окончил МИЭМ, работает в компании, которая занимается компьютеризацией больниц и поликлиник. Дмитрий Алексеевич Степанов — программист, окончил МИРЭА. Борис Владимирович Саракуца (сын Марины Борисовны) — юрист. Появились и правнуки — дети Бориса Владимировича — Маргарита и Семён.

## Награды и звания
- Государственная премия СССР — 1989 г.
- Орден Ленина — 1971 г.
- Орден Трудового Красного Знамени РСФСР — 1966 г.
- Орден «Знак Почёта» — 1945 г.
- Медаль «За победу над Германией в Великой Отечественной войне 1941—1945 гг.» — 1945 г.
- Медаль «За Победу над Японией» (МНР)- 1945 г.
- Медаль «В память 800-летия Москвы» — 1949 г.
- Медаль «За трудовую доблесть» — 1950 г.
- Медаль «В ознаменование 100-летия со дня рождения Владимира Ильича Ленина» — 1970 г.
- Медаль «Ветеран труда» — 1986 г.
- Юбилейная медаль «Двадцать лет Победы в Великой Отечественной войне 1941—1945 гг.» — 1965 г.
- Знак «25 лет победы в Великой Отечественной войне» — 1970 г.
- Заслуженный деятель науки и техники РСФСР — 1985 г.

## Хроника жизни
1914 — родился (станция Лобня Савёловской железной дороги (ныне — г. Лобня Московской обл.).
1914—1922 — проживал в деревне Сухарево.
1922 — переезд в Москву.
1930 — начало трудовой деятельности: рабочий, затем лаборант Экспериментального завода Анилтреста.
1931 — окончил среднюю школу с химическим уклоном (химспецкурсы).
1933 — химик в Научно-исследовательской лаборатории Наркомснаба СССР по брикетированию пищевых средств.
1933 — техник-химик лаборатории кафедры технологии неорганических веществ МХТИ им. Д. И. Менделеева.
1934—1939 — учёба в МХТИ им. Д. И. Менделеева по специальности «Химия и технология органических красителей и промежуточных продуктов».
1939—1941 — ассистент кафедры органической химии Московского технологического института рыбной промышленности и хозяйства им. А. И. Микояна(Мосрыбвтуз).
1941—1946 — служба в рядах Военно-Морского Флота .
946 — демобилизован со званием инженер-капитан запаса.
1946—1996 — работа в МХТИ-РХТУ им. Д. И. Менделеева.
1946 — аспирант.
1947 — ассистент.
1949 — защита кандидатской диссертации «К вопросу о влиянии среды на свойства диазосоединений».
1950 — доцент.
1960—1972 — проректор МХТИ им. Д. И. Менделеева по учебной работе.
1961—1989 — заведующий кафедрой химической технологии органических красителей и промежуточных продуктов.
1963 — защита докторской диссертации «О замещении атомов галогена в некоторых азотсодержащих соединениях ароматического ряда в присутствии солей меди».
1964 — профессор.